# Aneura novaguineensis
Aneura novaguineensis är en bladmossart som beskrevs av Hewson. Aneura novaguineensis ingår i släktet Aneura och familjen Aneuraceae. Inga underarter finns listade i Catalogue of Life.